# Sprechfunk
Unter Sprechfunk bzw. Telefonie in Funkdiensten versteht man das drahtlose Übertragen von gesprochenen Informationen mittels Handfunkgeräten, Mobilfunkgeräten oder Feststationen. Hierbei findet ein Funkverkehr statt. In den meisten Fällen ist Sprechfunk Wechselverkehr (Halbduplexbetrieb): Es kann immer nur ein Teilnehmer sprechen, während die anderen zuhören. Einige wenige Technologien erlauben auch Vollduplexbetrieb, vergleichbar mit einem Telefon, bei dem man gleichzeitig hören und sprechen kann.
Zum Bereich des Sprechfunks gehören zum Beispiel Jedermannfunk (z. B. CB-Funk und  PMR446-Funk), Taxi-Funk, Teilbereiche des Zugfunks, BOS-Funk, Bündelfunk, Flugfunk, Seefunk, Binnenschifffahrtsfunk und Teilbereiche des Amateurfunks.
Wenn man auf Ultrakurzwelle größere Entfernungen überbrücken oder über Berge hinweg senden möchte, wird in der Regel eine „Vermittlungsstelle“ dazwischengeschaltet, also eine Relaisfunkstelle (verkürzt auch Relais  genannt) oder ein Satellit. Diese Vermittlungsstelle nimmt die Funkwellen des Senders auf und sendet sie auf einer anderen Frequenz direkt weiter, meist mit höherer Sendeleistung. Dies bedingt, dass die teilnehmenden Sprechfunkgeräte alle auf der Sendefrequenz des Relais empfangen und auf der Empfangsfrequenz des Relais senden. 
In Deutschland wird dieses Prinzip vorwiegend im Bereich der Behörden und Organisationen mit Sicherheitsaufgaben (BOS) verwendet, also bei Polizei, Rettungsdienst, Feuerwehr und Katastrophenschutz. Meist wird dort innerhalb eines Landkreises ein Gleichwellenfunknetz betrieben, bei dem mehrere Sender auf denselben Frequenzen senden und von der Leitstelle als Relaisstation gesteuert werden.
Bei speziellen Ausbreitungsbedingungen oder auf der Kurzwelle erübrigt sich das, weil dort die Signale auf Teilschichten der Atmosphäre reflektiert werden.

Relaisstelle zur Erhöhung der Reichweite

## Verkehrsarten
Im Sprechfunk kennt man verschiedene Verkehrsarten (Betriebsarten) der Geräte, die abhängig von der technischen Ausstattung eingesetzt werden.

### Wechselverkehr (Simplex oder Halbduplex)

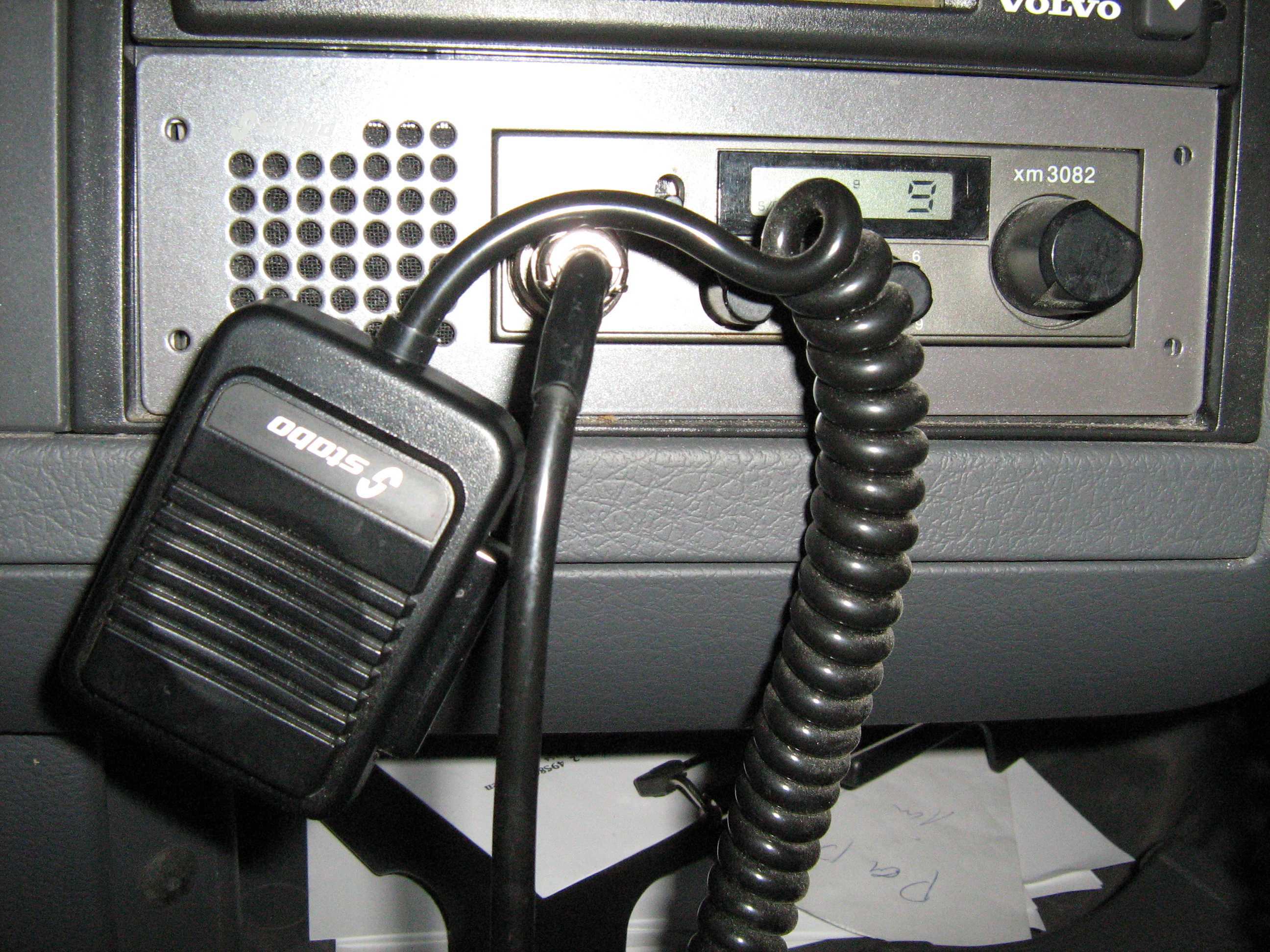
CB-Funkgerät in einem Lkw

Die gängigste Verkehrsart im Funk ist Wechselverkehr. Bei dieser senden und empfangen alle Teilnehmer auf derselben Frequenz. Während ein Teilnehmer sendet, können alle anderen zuhören. Eine Antwort eines anderen Teilnehmers ist erst anschließend möglich. Das findet man zum Beispiel im CB-Funk, BOS-Funk, Amateurfunk, Betriebsfunk oder auch bei einfachen Kinder-Sprechfunkgeräten (Walkie-Talkies).

### Bedingter Gegenverkehr (Semi-Duplex)
Im Semi-Duplex-Verfahren senden und empfangen die Funkgeräte auf zwei unterschiedlichen Frequenzen, jedoch ist es technisch nicht möglich, während des Sendens auch zu empfangen. Die Funkgeräte haben ein Antennenrelais, das die Antenne entweder mit dem Empfangs- oder dem Sendeteil verbindet. Die Umschaltung erfolgt über die Betätigung der Sprechtaste. Diese Verkehrsart wird bei Funkbetrieb über Relaisstation verwendet.

### Gegenverkehr (Duplex oder Vollduplex)
Beim Gegenverkehr sendet und empfängt das Funkgerät auf zwei unterschiedlichen Frequenzen, die als Oberband und Unterband bezeichnet werden. Die Funkgeräte haben eine Duplexweiche, eine Art Gabelschaltung, die die Antenne gleichzeitig sowohl mit dem Empfangs- als auch dem Sendeteil verbindet, Sendeenergie aber nur zur Antenne und nicht zum Empfänger durchlässt, damit dieser nicht „zugestopft“ oder gar beschädigt wird. Während das Funkgerät auf der einen Frequenz sendet, kann es daher gleichzeitig auf der anderen Frequenz empfangen. Echter Vollduplexbetrieb ist nur mit einer Gegenstation möglich, die dann in vertauschter Bandlage sendet und empfängt. Der Frequenzabstand zwischen der Oberbandfrequenz und der Unterbandfrequenz der Funkkanäle eines Funknetzes wird als Gegensprechabstand oder Duplexabstand bezeichnet.
Durch das Zwischenschalten einer Relaisstation können größere Entfernungen überbrückt und bauliche bzw. landschaftliche Hindernisse überwunden werden. Die Relaisstation empfängt hierzu die Sprachnachricht des Senders und sendet diese gleichzeitig auf der zweiten Frequenz weiter. Die Relaisstation wird dafür meist auf einer geographischen Erhöhung (z. B. Bergkuppe) angebracht.

## Verkehrsformen
Anhand der Kommunikationsform innerhalb von Funkverkehrskreisen (also wer mit wem sprechen darf) unterscheidet man verschiedene Verkehrsformen.
→ Siehe: Sprechfunkverkehrsform

## Übertragungstechnik
Die historisch älteste und mit geringstem Schaltungsaufwand realisierbare Modulationsart für den Sprechfunk ist die Amplitudenmodulation (AM), wie sie nach wie vor im Lang-, Mittel- und Kurzwellenrundfunk vorherrscht und die in Flugfunk und CB-Funk Anwendung findet. Als weitere analoge Betriebsarten gibt es die Frequenzmodulation (FM), die mit größerer Bandbreite bessere Tonqualität ermöglicht und insbesondere im Ultrakurzwellenbereich von zahlreichen Funkdiensten wie dem klassischen UKW-Rundfunk eingesetzt wird, sowie die energieeffizientere Einseitenbandmodulation (SSB), die im Amateurfunk verbreitet ist.
Mit dem Aufschwung der Digitaltechnik sind zahlreiche digitale Sprachübertragungsverfahren dazugekommen. Neben den für Hörfunk zur Verfügung stehenden Standards wie DAB, DAB+, DRM und DVB-S findet man beispielsweise DMR, TETRA und verschiedene auch als Amateurfunkbetriebsarten eingesetzte Verfahren vor. Teilweise handelt es sich um Bündelfunk-Systeme, was auch in Analogtechnik (wie bei MPT 1327) existiert. Bei digitalen Sprechfunkverfahren kommt es nicht nur auf das eigentliche Modulationsverfahren an, sondern auch auf den Codec, also wie auf der Senderseite vor dem Modulationsteil die Sprache in digitale Daten übersetzt wird und beim Empfänger nach der Demodulation wieder zurück.

## Geschichte

### Historische Anfänge
Zu den Anfängen der drahtlosen Sprachübermittlung ist die Quellenlage unklar. Einer der Pioniere war Reginald Fessenden, der um das Jahr 1900 Versuche dazu durchführte. Zur Entwicklung der technischen Grundlagen siehe Erfindung des Radios #Entwicklung der Technik.

## Galerie

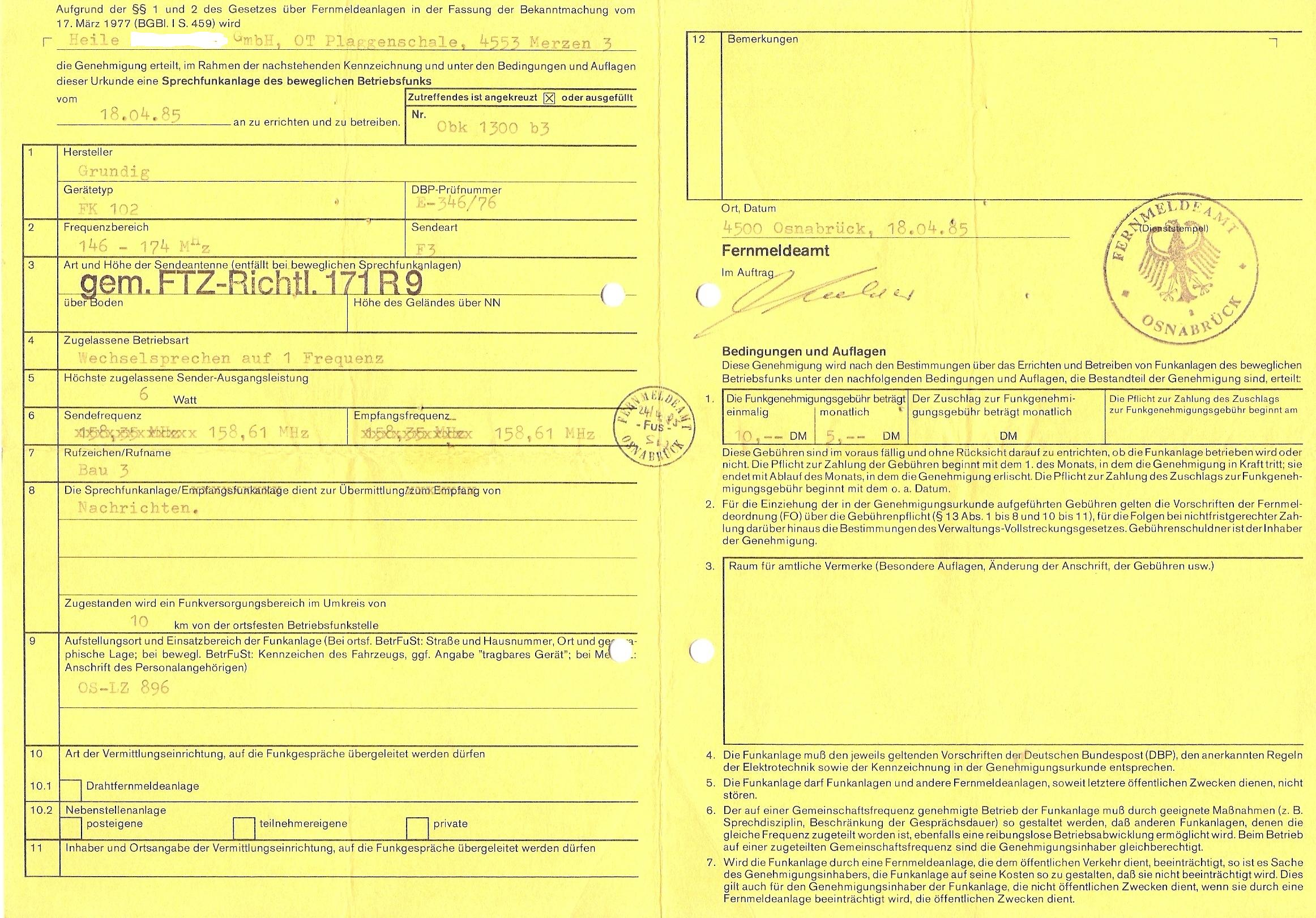
Sprechfunk-Genehmigung von 1985
Flugfunkzeugnis